# Tak Sakaguchi
Tak Sakaguchi (坂口拓?, Sakaguchi Taku; Ishikawa, 15 marzo 1975) è un attore e regista giapponese.

## Carriera
Sin da giovane Tak Sakaguchi prese lezioni di judo e pugilato, divenendo uno street fighter. Nel 2000 debuttò come attore, interpretando uno dei ruoli principali nel film d'azione Versus, diretto da Ryūhei Kitamura. L'attore iniziò quindi un duraturo sodalizio con il regista, interpretando film quali Alive, Aragami, Godzilla: Final Wars e Azumi. Nel 2003 fu il protagonista della commedia demenziale Battlefield Baseball, diretta da Yūdai Yamaguchi e prodotta da Kitamura. Apparve quindi in altri film d'azione, quali Death Trance, Shinobi e Yo-Yo Girl Cop. Nel 2007 fu diretto dal celebre regista Kōji Wakamatsu in United Red Army, film narrante la storia dell'Armata Rossa Giapponese. Nel 2008 fu nel cast dell'horror-splatter Tokyo Gore Police, diretto da Yoshihiro Nishimura, ed esordì nella regia cinematografica dirigendo e interpretando la commedia d'azione Be a Man! Samurai School, seguito dall'horror Samurai Zombie.
Nel 2012, Sakaguchi si è fidanzato con l'attrice giapponese, Maya Fukuzawa.
 Nel 2013, il manager di Sakaguchi ha annunciato ufficialmente che sposerà la sua fidanzata nel novembre 2013, la notizia è stata poi smentita da Sakaguchi stesso. Nel 2013, dopo le riprese di Why Don't You Play In Hell? ha annunciato il suo ritiro dalla carriera di attore per concentrarsi sul lavoro dietro la macchina da presa; ancora non è chiaro se parteciperà ai vociferati seguiti di Death Trance e Versus. Nel 2017 è tornato a fare l'attore nel film Re:Born, diretto da Yūji Shimomura, che uscirà in Giappone il 12 Agosto dello stesso anno.

## Filmografia

### Attore
- Versus di Ryūhei Kitamura (2000)
- One Piece (serie anime, 2 episodi) (voce) (2001)
- Jam Films (episodio: The Messenger - Requiem for the Dead di Ryūhei Kitamura) (2002
- Alive di Ryūhei Kitamura (2002)
- Aragami di Ryūhei Kitamura (2003)
- Azumi di Ryūhei Kitamura (2003)
- Battlefield Baseball (Jigoku Kōshien) di Yūdai Yamaguchi (2003)
- The Messenger di Ryūhei Kitamura (2003) - Cortometraggio
- Samurai di Ryō (2003)
- Godzilla: Final Wars (Gojira: Fainaru uōzu) di Ryūhei Kitamura (2004)
- Azumi 2 di Shūsuke Kaneko (2005)
- Sakigake!! Kuromati Kōkō: The Movie di Yūdai Yamaguchi (2005)
- Death Trance di Yūji Shimomura (2005)
- Be-Bop High School (2005)
- Shinobi di Ten Shimoyama (2005)
- Yo-Yo Girl Cop (Sukeban Deka: Kōdonēmu= Asamiya Saki) di Kenta Fukasaku (2006)
- United Red Army (Jitsuroku rengō sekigun: Asama sansō e no michi) di Kōji Wakamatsu (2007)
- Be a Man! Samurai School (Sakigake!! Otokojuku) (2008)
- Tokyo Gore Police (Tōkyō zankoku keisatsu) di Yoshihiro Nishimura (2008)
- Samurai Zombie (Yoroi: Samurai zonbi) (2008)
- Hijoshi zukan (film a episodi) (2009)
- Mutant Girls Squad di Noboru Iguchi, Yoshihiro Nishimura, Tak Sakaguchi (2010)
- Why Don't You Play In Hell? di Sion Sono, (2013)
- Re:Born di Yūji Shimomura (2016)
- Prisoners of the Ghostland di Sion Sono, (2021)

### Regista
- Be a Man! Samurai School (Sakigake!! Otokojuku) (2008)
- Samurai Zombie (Yoroi: Samurai zonbi) (2008)
- Mutant Girls Squad diretto insieme a Noboru Iguchi e Yoshihiro Nishimura (2010)